# Coppa America di pallavolo 2001
La IV Coppa America di pallavolo si svolse a Buenos Aires, in Argentina, dal 28 settembre al 7 ottobre 2001. Al torneo parteciparono 6 squadre nazionali nordamericane e sudamericane  e la vittoria finale andò per la terza volta al Brasile.

## Squadre partecipanti
- Argentina
- Brasile
- Canada
- Cuba
- Stati Uniti
- Venezuela

## Fase finale

### Finali 1º e 3º posto
|  | Semifinali  | Semifinali  | Semifinali |         |      | Finale          | Finale          | Finale          |  |
|  |             |             |            |         |      |                 |                 |                 |  |
|  | Brasile     | Brasile     | 3          |         |      |                 |                 |                 |  |
|  | Brasile     | Brasile     | 3          |         |      |                 |                 |                 |  |
|  | Stati Uniti | Stati Uniti | 0          |         |      |                 |                 |                 |  |
|  | Stati Uniti | Stati Uniti | 0          |         | Cuba | Cuba            | 0               |                 |  |
|  |             |             |            |         | Cuba | Cuba            | 0               |                 |  |
|  |             |             | Brasile    | Brasile | 3    |                 |                 |                 |  |
|  | Cuba        | Cuba        | Brasile    | Brasile | 3    | 3               |                 |                 |  |
|  | Cuba        | Cuba        |            |         |      | 3               |                 |                 |  |
|  | Argentina   | Argentina   | 2          |         |      | Finale 3º posto | Finale 3º posto | Finale 3º posto |  |
|  | Argentina   | Argentina   | 2          |         |      |                 |                 |                 |  |
|  |             |             |            |         |      |                 |                 |                 |  |
|  |             |             |            |         |      | Stati Uniti     | Stati Uniti     | 2               |  |
|  |             |             |            |         |      | Stati Uniti     | Stati Uniti     | 2               |  |
|  |             |             |            |         |      | Argentina       | Argentina       | 3               |  |

## Classifica finale
| Classifica | Squadre     |
| ---------- | ----------- |
|            | Brasile     |
|            | Cuba        |
|            | Argentina   |
| 4          | Stati Uniti |
| 5          | Venezuela   |
| 6          | Canada      |

## Premi individuali
- MVP: Ángel Dennis
- Miglior schiacciatore: Marcos Milinković
- Miglior muro: Pavel Pimienta
- Miglior servizio: Gustavo Endres
- Miglior palleggiatore: Alain Roca
- Miglior ricevitore: Nalbert Bitencourt
- Miglior difensore: Sérgio dos Santos